# マーク・マグワイア
マーク・デビッド・マグワイア（Mark David McGwire, 英語発音: /mɑrk ˈdeɪvɪd məˈgwaɪɚ/; 1963年10月1日 - ）は､アメリカ合衆国カリフォルニア州ロサンゼルス郡ポモナ出身の元プロ野球選手（一塁手）。右投右打。愛称はビッグマック（Big Mac）。
1998年にサミー・ソーサとMLBのシーズン最多本塁打記録争いを繰り広げ、当時のMLB新記録となる1シーズン70本塁打を放った。通算583本塁打は引退時点で、MLB歴代5位の実績である。2010年1月12日にセントルイス・カージナルスの打撃コーチ就任に際し、1998年を含めて一時期アナボリックステロイドを使用していた事を告白した。
弟のダン・マグワイアは元NFLのQBで、シアトル・シーホークスやマイアミ・ドルフィンズでプレーした。

## 経歴

### プロ入り前
ダミエン高等学校時代は投手としても登板していた。1981年のMLBドラフト8巡目（全体199位）でモントリオール・エクスポズから指名されたが、契約せずに南カリフォルニア大学へ進学した。
大学進学後に本格的に野手転向し、1983年には第12回日米大学野球選手権大会のメンバーとして来日、1984年にはロサンゼルスオリンピックで公開競技として行われた野球競技にアメリカ代表として出場し、銀メダルを獲得している。大学時代はランディ・ジョンソンとチームメイトだった。

### プロ入りとアスレチックス時代

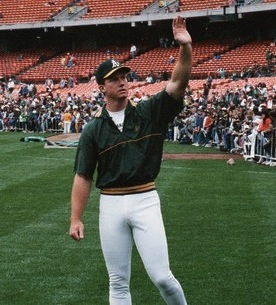
オークランド・アスレチックス時代
(1989年)

1984年のMLBドラフト1巡目（全体10位）でオークランド・アスレチックスから指名され、契約を結びプロ入り。
1986年8月22日にメジャーデビューし、1987年には当時のMLBの新人の本塁打記録である38本塁打を大きく上回る49本塁打を放ち、最多本塁打を獲得すると共に、満票でアメリカンリーグ新人王に選出された。
1996年から1999年まで4シーズン連続で50本塁打以上を放つ。その打球速度の凄まじさは、木田優夫曰く「マグワイアが打席に入るたびに、危険なので三塁コーチがフェンス際まで避難するほどだった」という。1996年には52本塁打で自身2度目なる最多本塁打を獲得し、アスレチックス時代はチームメートのホセ・カンセコと共に本塁打を量産し、バッシュ・ブラザーズと呼ばれた。

### カージナルス時代
1997年シーズン途中の7月31日にセントルイス・カージナルスへ移籍する。このシーズンはアスレチックスで34本塁打、カージナルスでは24本塁打の計58本塁打を放った。アメリカンリーグではケン・グリフィー・ジュニアの56本塁打、ナショナルリーグではラリー・ウォーカーの49本塁打がそれぞれ最多であり、マグワイアの同シーズンの本塁打数は彼らを上回りMLBの全選手で最多ということになるが、両リーグを跨いで移籍しているため、2年連続となる最多本塁打のタイトル獲得とはならなかった。
1998年にはサミー・ソーサとのシーズン最多本塁打記録争いを演じ、最終的に1シーズン70本の当時の新記録を達成し、ソーサと共にスポーツ・イラストレイテッド誌の「スポーツマン・オブ・ザ・イヤー」に選出される。同年にロジャー・マリスのシーズン61本塁打の記録を破る試合にマリスの一族を招待した。この年の70号本塁打ボールは翌年1月のオークションにて3,054,000ドルで販売され、オークションにおける史上最も高額な野球に関する取引としてギネス世界記録に認定された。落札者は漫画『スポーン』の作者トッド・マクファーレン。
当時のマグワイアはランディー・バーンズが金メダルを剥奪されたアンドロステンジオンを使用していたが、MLBでは禁止されていなかったことと野球メディアもマグワイアを擁護する論調を展開したことから、記録に疑問を持つ人は少なかった。しかし道義的に良くないと追及されたため、翌年から薬物をやめた。チームメートだったカンセコはその著書『禁断の肉体改造』の中でマグワイアは本当は、既に当時から道義的に使用を問題視されていたアナボリックステロイドを使用しており、その隠蔽としてのリークであったと指摘している。 
前後を主にレイ・ランクフォードとブライアン・ジョーダンが固めた。

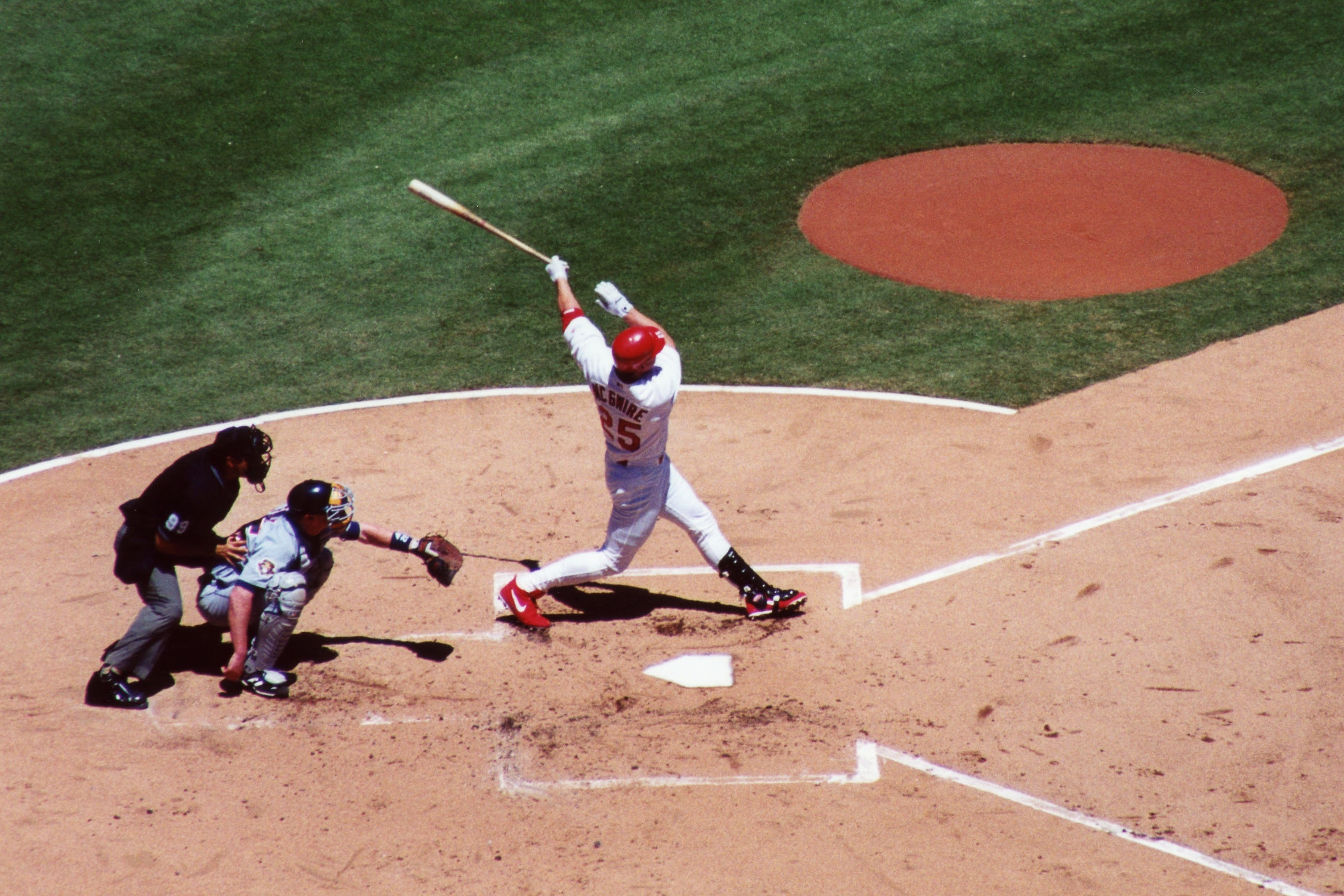
セントルイス・カージナルス時代
(2001年)

1999年も65本塁打を放ち、2年連続4度目となる最多本塁打を獲得した。しかし2000年以降は右膝痛に苦しみ、同年オフに手術した。2001年3月、翌2002年から2年総額3000万ドル（当時のレートで約38億円）の契約を結ぶことで合意したが、同年は97試合に出場して打率.187、56安打、29本塁打の成績に終わり、11月11日に引退を表明した。ただし最後の2年も100に満たない出場試合数ながらも、30本前後の本塁打を放った。引退表明直後の2001年オフにNPBの中日ドラゴンズが新外国人候補としてマグワイア、アンドレス・ガララーガ、カンセコといったMLBの長距離打者をリストアップしていたが、彼らの獲得は実現しなかった。

### 引退後
2005年3月のメジャーリーグベースボールのドーピング問題で米議会で証人喚問された際、薬物使用を問われ、「過去の自分の行為は現在のスキャンダルとは無関係なのでお答えできません」と涙まじりに議員に懇願した。法律上は当時の薬物疑惑は偽証罪に問われるかどうかの問題であるため黙秘権を行使すればバリー・ボンズのように法律上起訴されてしまうことはない。
しかしながら、ここで黙秘したことで1990年代後半の本塁打量産はドーピングによるものであったことが世間一般の見方では確実視されてしまうことになる。ドーピングが大きな問題になる前は、殿堂入り投票で資格を得る2007年に初年度で殿堂入りすると見られていたが、この影響で評価は急落した。得票率は最高でも23.7%に留まり、2016年には10年の投票対象期間を終えて殿堂入り資格を失った。マグワイア自身は、殿堂入りに関して「私には入所する資格がない」「私はまちがったことをした。一生、罪を背負って生きていくしかない」とも語っていた。

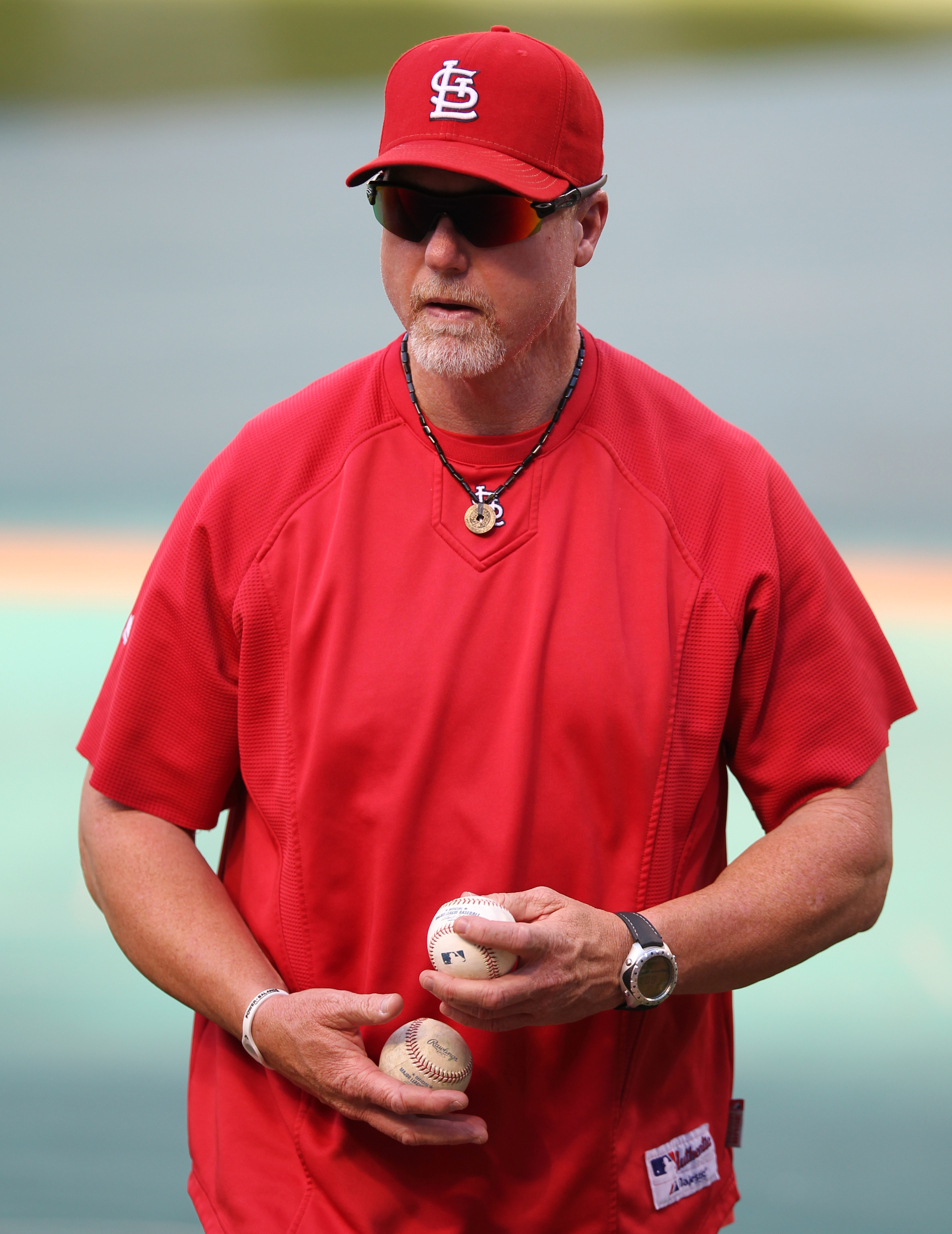
セントルイス・カージナルスでのコーチ時代
(2011年6月29日)

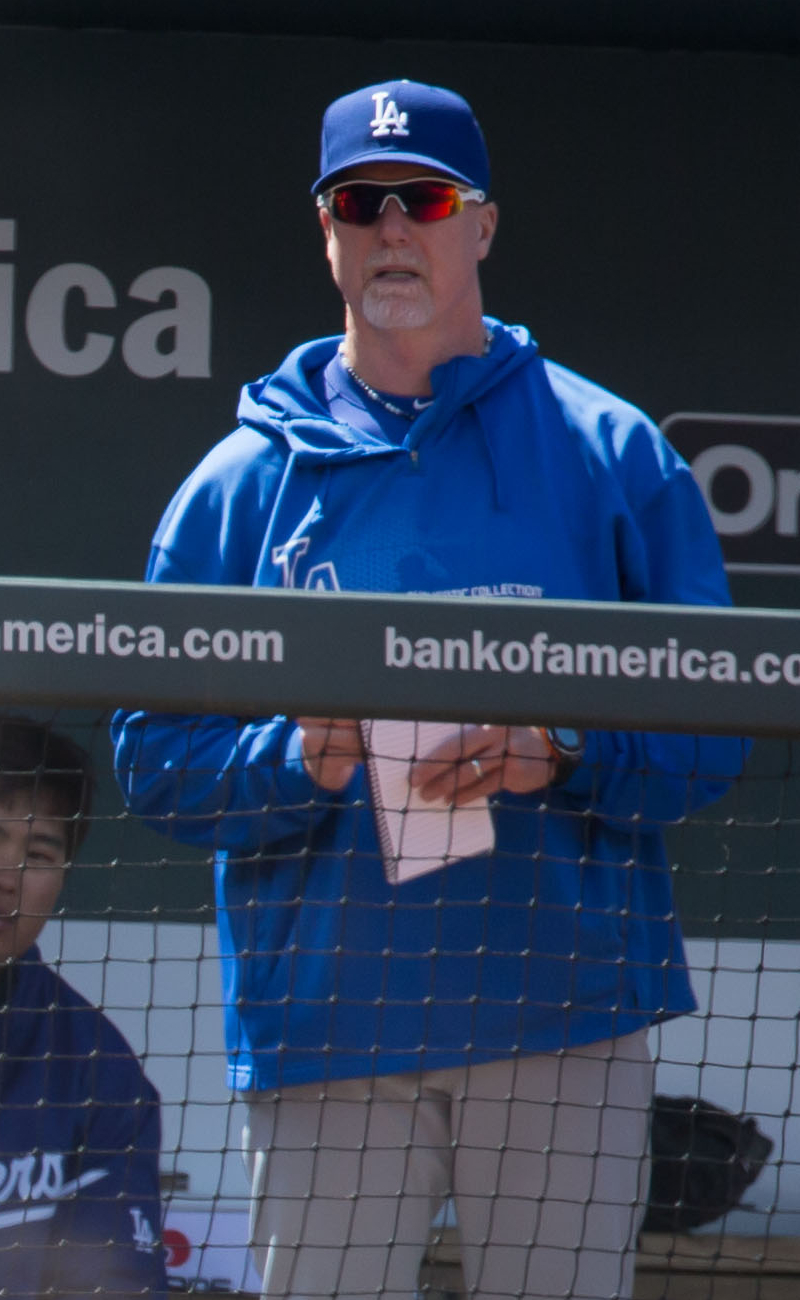
ロサンゼルス・ドジャースでのコーチ時代
(2013年4月20日)

2010年1月12日、古巣カージナルスの打撃コーチ就任するにあたり「愚かな過ちだった。絶対にステロイドに手を出さなければよかったし、心から謝罪する。使わずに好成績の年もあれば使っても駄目な年もあったが、ともかくやるべきではなかった」と、ステロイドを使用していたと認める声明を出した。声明によると1989年のシーズンオフから使用を始め、1993年に故障してからは本塁打記録を更新した1998年シーズンを含めて早期回復と再発防止を目的にステロイドを使用したとされ、インタビューでは記録目的ではないと答えている。
2012年11月7日、ロサンゼルス・ドジャースの打撃コーチに就任した。2014年ドジャースのチーム打率をリーグ全体2位に改善するなど貢献。2年連続地区優勝を後押しした。
2016年から2018年まではサンディエゴ・パドレスでベンチコーチを務めた。

## 人物
国際遠征試合には否定的で、日米野球にも一度も参加しなかった。理由は「航空機などの事故にあって貴重な戦力を失ってしまったらどうするのだ」というものだった（ただし、大学時代に日米大学野球選手権大会で来日して出場の経験あり。また、引退後にはドジャースのコーチとしてMLB2014年シーズンのオーストラリアでの開幕戦に帯同していた）。
カージナルス時代の晩年にアルバート・プホルスの才能を見抜いたことでも知られる。2001年のスプリング・トレーニングでプホルスを見たマグワイアは監督のトニー・ラルーサに対して「彼を一刻も早く昇格させるべき」と進言した。当時のプホルスは1年目にして球団最優秀マイナーリーグ選手に選出されてこそいたが、MLB昇格は時期尚早と見られていた。球団幹部ももう1年AAA級で育成してからの昇格を検討していたが、マグワイアの強い推薦とオープン戦の好成績もあってMLB昇格を果たした。
この年プホルスは主に外野手兼三塁手としてほぼ全試合（欠場は1試合のみ）に出場し、打率.329、37本塁打、130打点を記録して満票でルーキー・オブ・ザ・イヤーに選出された。

## 詳細情報

### 年度別打撃成績
| 年 度     | 球 団     | 試 合 | 打 席 | 打 数 | 得 点 | 安 打 | 二 塁 打 | 三 塁 打 | 本 塁 打 | 塁 打 | 打 点 | 盗 塁 | 盗 塁 死 | 犠 打 | 犠 飛 | 四 球 | 敬 遠 | 死 球 | 三 振 | 併 殺 打 | 打 率 | 出 塁 率 | 長 打 率 | O P S |
| --------- | --------- | ----- | ----- | ----- | ----- | ----- | -------- | -------- | -------- | ----- | ----- | ----- | -------- | ----- | ----- | ----- | ----- | ----- | ----- | -------- | ----- | -------- | -------- | ----- |
| 1986      | OAK       | 18    | 58    | 53    | 10    | 10    | 1        | 0        | 3        | 20    | 9     | 0     | 1        | 0     | 0     | 4     | 0     | 1     | 18    | 0        | .189  | .259     | .377     | .636  |
| 1987      | OAK       | 151   | 641   | 557   | 97    | 161   | 28       | 4        | 49       | 344   | 118   | 1     | 1        | 0     | 8     | 71    | 8     | 5     | 131   | 6        | .289  | .370     | .618     | .987  |
| 1988      | OAK       | 155   | 635   | 550   | 87    | 143   | 22       | 1        | 32       | 263   | 99    | 0     | 0        | 1     | 4     | 76    | 4     | 4     | 117   | 15       | .260  | .352     | .478     | .830  |
| 1989      | OAK       | 143   | 587   | 490   | 74    | 113   | 17       | 0        | 33       | 229   | 95    | 1     | 1        | 0     | 11    | 83    | 5     | 3     | 94    | 23       | .231  | .339     | .467     | .806  |
| 1990      | OAK       | 156   | 650   | 523   | 87    | 123   | 16       | 0        | 39       | 256   | 108   | 2     | 1        | 1     | 9     | 110   | 9     | 7     | 116   | 13       | .235  | .370     | .489     | .859  |
| 1991      | OAK       | 154   | 585   | 483   | 62    | 97    | 22       | 0        | 22       | 185   | 75    | 2     | 1        | 1     | 5     | 93    | 3     | 3     | 116   | 13       | .201  | .330     | .383     | .714  |
| 1992      | OAK       | 139   | 571   | 467   | 87    | 125   | 22       | 0        | 42       | 273   | 104   | 0     | 1        | 0     | 9     | 90    | 12    | 5     | 105   | 10       | .268  | .385     | .585     | .970  |
| 1993      | OAK       | 27    | 107   | 84    | 16    | 28    | 6        | 0        | 9        | 61    | 24    | 0     | 1        | 0     | 1     | 21    | 5     | 1     | 19    | 0        | .333  | .467     | .726     | 1.193 |
| 1994      | OAK       | 47    | 172   | 135   | 26    | 34    | 3        | 0        | 9        | 64    | 25    | 0     | 0        | 0     | 0     | 37    | 3     | 0     | 40    | 3        | .252  | .413     | .474     | .887  |
| 1995      | OAK       | 104   | 422   | 317   | 75    | 87    | 13       | 0        | 39       | 217   | 90    | 1     | 1        | 0     | 6     | 88    | 5     | 11    | 77    | 9        | .274  | .441     | .685     | 1.125 |
| 1996      | OAK       | 130   | 548   | 423   | 104   | 132   | 21       | 0        | 52       | 309   | 113   | 0     | 0        | 0     | 1     | 116   | 16    | 8     | 112   | 14       | .312  | .467     | .730     | 1.198 |
| 1997      | OAK       | 105   | 433   | 366   | 48    | 104   | 24       | 0        | 34       | 230   | 81    | 1     | 0        | 0     | 5     | 58    | 8     | 4     | 98    | 9        | .284  | .383     | .628     | 1.012 |
| 1997      | STL       | 51    | 224   | 174   | 38    | 44    | 3        | 0        | 24       | 119   | 42    | 2     | 0        | 0     | 2     | 43    | 8     | 5     | 61    | 0        | .253  | .411     | .684     | 1.095 |
| '97計     | STL       | 156   | 657   | 540   | 86    | 148   | 27       | 0        | 58       | 349   | 123   | 3     | 0        | 0     | 7     | 101   | 16    | 9     | 159   | 9        | .274  | .393     | .646     | 1.039 |
| 1998      | STL       | 155   | 681   | 509   | 130   | 152   | 21       | 0        | 70       | 383   | 147   | 1     | 0        | 0     | 4     | 162   | 28    | 6     | 155   | 8        | .299  | .470     | .752     | 1.222 |
| 1999      | STL       | 153   | 661   | 521   | 118   | 145   | 21       | 1        | 65       | 363   | 147   | 0     | 0        | 0     | 5     | 133   | 21    | 2     | 141   | 12       | .278  | .424     | .697     | 1.120 |
| 2000      | STL       | 89    | 321   | 236   | 60    | 72    | 8        | 0        | 32       | 176   | 73    | 1     | 0        | 0     | 2     | 76    | 12    | 7     | 78    | 5        | .305  | .483     | .746     | 1.229 |
| 2001      | STL       | 97    | 364   | 299   | 48    | 56    | 4        | 0        | 29       | 147   | 64    | 0     | 0        | 0     | 6     | 56    | 3     | 3     | 118   | 7        | .187  | .316     | .492     | .808  |
| MLB：16年 | MLB：16年 | 1874  | 7660  | 6187  | 1167  | 1626  | 252      | 6        | 583      | 3639  | 1414  | 12    | 8        | 3     | 78    | 1317  | 150   | 75    | 1596  | 147      | .263  | .394     | .588     | .982  |

- 各年度の太字はリーグ最高

### 年度別守備成績
内野守備
| 年 度 | 球 団 | 一塁（1B） | 一塁（1B） | 一塁（1B） | 一塁（1B） | 一塁（1B） | 一塁（1B） | 三塁（3B） | 三塁（3B） | 三塁（3B） | 三塁（3B） | 三塁（3B） | 三塁（3B） |
| 年 度 | 球 団 | 試 合      | 刺 殺      | 補 殺      | 失 策      | 併 殺      | 守 備 率   | 試 合      | 刺 殺      | 補 殺      | 失 策      | 併 殺      | 守 備 率   |
| ----- | ----- | ---------- | ---------- | ---------- | ---------- | ---------- | ---------- | ---------- | ---------- | ---------- | ---------- | ---------- | ---------- |
| 1986  | OAK   | -          | -          | -          | -          | -          | -          | 16         | 10         | 20         | 6          | 1          | .833       |
| 1987  | OAK   | 145        | 1173       | 90         | 10         | 91         | .992       | 8          | 2          | 11         | 3          | 0          | .813       |
| 1988  | OAK   | 154        | 1228       | 88         | 9          | 118        | .993       | -          | -          | -          | -          | -          | -          |
| 1989  | OAK   | 141        | 1170       | 114        | 6          | 122        | .995       | -          | -          | -          | -          | -          | -          |
| 1990  | OAK   | 154        | 1329       | 95         | 5          | 126        | .997       | -          | -          | -          | -          | -          | -          |
| 1991  | OAK   | 152        | 1191       | 101        | 4          | 120        | .997       | -          | -          | -          | -          | -          | -          |
| 1992  | OAK   | 139        | 1118       | 71         | 6          | 118        | .995       | -          | -          | -          | -          | -          | -          |
| 1993  | OAK   | 25         | 197        | 14         | 0          | 20         | 1.000      | -          | -          | -          | -          | -          | -          |
| 1994  | OAK   | 40         | 307        | 18         | 4          | 26         | .988       | -          | -          | -          | -          | -          | -          |
| 1995  | OAK   | 91         | 775        | 64         | 12         | 65         | .986       | -          | -          | -          | -          | -          | -          |
| 1996  | OAK   | 109        | 913        | 60         | 10         | 118        | .990       | -          | -          | -          | -          | -          | -          |
| 1997  | OAK   | 101        | 884        | 60         | 6          | 88         | .994       | -          | -          | -          | -          | -          | -          |
| 1997  | STL   | 50         | 439        | 34         | 1          | 40         | .998       | -          | -          | -          | -          | -          | -          |
| '97計 | STL   | 151        | 1323       | 94         | 7          | 128        | .995       | -          | -          | -          | -          | -          | -          |
| 1998  | STL   | 151        | 1326       | 97         | 12         | 128        | .992       | -          | -          | -          | -          | -          | -          |
| 1999  | STL   | 151        | 1180       | 80         | 13         | 119        | .990       | -          | -          | -          | -          | -          | -          |
| 2000  | STL   | 70         | 535        | 23         | 1          | 49         | .998       | -          | -          | -          | -          | -          | -          |
| 2001  | STL   | 90         | 686        | 33         | 4          | 60         | .994       | -          | -          | -          | -          | -          | -          |
| MLB   | MLB   | 1763       | 14451      | 1042       | 103        | 1408       | .993       | 24         | 12         | 31         | 9          | 1          | .827       |

右翼守備
| 年 度 | 球 団 | 右翼（RF） | 右翼（RF） | 右翼（RF） | 右翼（RF） | 右翼（RF） | 右翼（RF） |
| 年 度 | 球 団 | 試 合      | 刺 殺      | 補 殺      | 失 策      | 併 殺      | 守 備 率   |
| ----- | ----- | ---------- | ---------- | ---------- | ---------- | ---------- | ---------- |
| 1987  | OAK   | 3          | 1          | 0          | 0          | 0          | 1.000      |
| 1988  | OAK   | 1          | 0          | 0          | 0          | 0          | ----       |
| MLB   | MLB   | 4          | 1          | 0          | 0          | 0          | 1.000      |

- 各年度の太字はリーグ最高
- 各年度の太字年はゴールドグラブ賞受賞

### タイトル
- 本塁打王：4回（1987年、1996年、1998年 - 1999年）
- 打点王：1回（1999年）

### 表彰
- 新人王：（1987年）
- シルバースラッガー賞（一塁手部門）：3回（1992年、1996年、1998年）
- ゴールドグラブ賞（一塁手部門）：1回（1990年）
- ルー・ゲーリッグ賞：1回（1999年）
- プレイヤーズ・チョイス・アワーズ
  - マービン・ミラー・マン・オブ・ザ・イヤー：1回（1997年）
  - 年間最優秀選手：1回（1998年）
- プレイヤー・オブ・ザ・マンス：6回（1996年6月、1997年9月、1998年4月・5月・9月、1999年7月）
- コミッショナー特別表彰：1回（1998年）
- メジャーリーグベースボール・オールセンチュリー・チーム（一塁手部門）：（1999年）　※ルー・ゲーリッグに次ぐ投票数2位
- セントルイス・カージナルス殿堂表彰：（2017年）

### 記録
- MLBオールスターゲーム選出：12回（1987年 - 1992年、1995年 - 2000年）
- シーズン本塁打：70本（1998年） ※バリー・ボンズに次ぐMLB歴代2位[17]
- 新人歴代本塁打数：49本　※MLB歴代3位[18]

### 背番号
- 25（1986年 - 2001年、2010年 - 2012年、2014年 - 2018年）
- 12（2013年）

### 代表歴
- 第12回日米大学野球選手権大会 アメリカ合衆国代表（1983年）